# Daisuke Kikuchi
Daisuke Kikuchi (født 12. april 1991) er en japansk fodboldspiller.
Han har spillet for flere forskellige klubber i sin karriere, herunder Shonan Bellmare, Thespa Kusatsu og Urawa Reds.